# Glorious (альбом Foxes)
Glorious — дебютный студийный альбом британской певицы Foxes, выход которого был запланирован 28 февраля 2014 года, но позже был перенесён на 12 мая.
Первый сингл с альбома, песня «Youth» появился в продаже 6 сентября 2013 года и после добрался до 12 места в британском хит-параде UK Singles Chart. Вторым синглом стала композиция «Let Go for Tonight», дата выпуска запланирована на 23 февраля 2014 года. Специальный бесплатный рождественский сингл «Holding Onto Heaven» был доступен на iTunes в течение ограниченного времени.
В альбом вошла концертная версия песни «Clarity», ставшей лауреатом премии «Грэмми—2014» в категории «Лучшая танцевальная запись».

## Список композиций
| №   | Название                 | Автор(ы)               | Длительность |
| --- | ------------------------ | ---------------------- | ------------ |
| 1.  | «Talking to Ghosts»      | Louisa Allen Liam Howe |              |
| 2.  | «Youth»                  | Allen Jonny Harris     | 4:21         |
| 3.  | «Holding Onto Heaven»    | Allen Harris Toby Gad  | 3:33         |
| 4.  | «White Coats»            | Allen Harris           | 4:06         |
| 5.  | «Let Go for Tonight»     | Allen Tom Hull         |              |
| 6.  | «Night Glo»              | Allen Howe             |              |
| 7.  | «Night Owls Early Birds» | Allen Jarred Rogers    |              |
| 8.  | «Glorious»               | Allen Harris           |              |
| 9.  | «Echo»                   | Allen Harris           |              |
| 10. | «Shaking Heads»          | Allen Howe             | 5:15         |
| 11. | «Count the Saints»       | Allen Ben Mark         |              |

| №   | Название         | Автор(ы)                                                 | Producer(s) | Длительность |
| --- | ---------------- | -------------------------------------------------------- | ----------- | ------------ |
| 12. | «Clarity» (Live) | Anton Zaslavski Holly Brook Matthew Koma Porter Robinson | Zedd        | 3:33         |
| 13. | «Beauty Queen»   | Allen Jonny Wright Dan Radclyffe                         |             | 4:22         |
| 14. | «Home»           | Allen Harris                                             |             | 3:44         |
| 15. | «In Her Arms»    | Allen Radclyffe Wright                                   |             | 4:45         |
| 16. | «The Unknown»    | Allen Harris                                             |             |              |

## Чарты
| Chart (2014)                           | Высшая позиция |
| -------------------------------------- | -------------- |
| Австралия (ARIA)                       | 36             |
| Canadian Albums (Billboard)            | 64             |
| Ирландия (IRMA)                        | 11             |
| Япония (Oricon)                        | 69             |
| Новая Зеландия (RMNZ)                  | 29             |
| Шотландия (Scottish Albums Chart)      | 5              |
| Великобритания (UK Albums Chart)       | 5              |
| США (Billboard Top Heatseekers Albums) | 27             |

### Сертификации
| Регион                                                      | Сертификация | Продажи |
| ----------------------------------------------------------- | ------------ | ------- |
| Великобритания (BPI)                                        | Серебряный   | 60 000* |
| ^ Данные о тиражах приведены только на основе сертификации. |              |         |

## Хронология выпуска
| Страна         | Дата        | Формат                   | Лейбл             |
| -------------- | ----------- | ------------------------ | ----------------- |
| Германия       | 9 мая 2014  | CD, цифровая дистрибуция | Sony              |
| Великобритания | 12 мая 2014 | CD, цифровая дистрибуция | Sign of the Times |